# Białuń (stacja kolejowa)
Białuń – stacja kolejowa w Białuniu, w województwie zachodniopomorskim, w Polsce. Zatrzymują się na niej regionalne pociągi osobowe relacji Szczecin Główny – Świnoujście oraz Szczecin Główny – Kamień Pomorski.

## Ruch pasażerski
| Rok  | Wymiana pasażerska na dobę |
| ---- | -------------------------- |
| 2017 | 50-99                      |
| 2022 | 50-99                      |